# Simeon Jungmarker
Simeon Jungmarker (i riksdagen kallad Jungmarker i Österberga), född 28 januari 1823 i Habo socken i Skaraborgs län, död 29 juli 1904 i Klara församling i Stockholm, var en svensk ämbetsman och politiker. Han var son till Christian Elis Jungmarker, senare kyrkoherde i Valstads församling.
Efter tjänst som furir och bataljonsadjutant vid Skaraborgs regemente 1843–1858 verkade Jungmarker som kronolänsman i Hasslerörs tingslag 1858–1877 och var 1869 ledamot av riksdagens andra kammare för Vadsbo norra domsagas valkrets. Åren 1877–1889 var han disponent vid Hörle bruks- och lantegendomar utanför Värnamo och slutligen reseinspektör för Allmänna Brandförsäkringsverket för byggnader å landet till 1902.